# قدمي اليسرى
قدمي اليسرى (بالإنجليزية: My Left Foot)‏ هي سيرة ذاتية (1954) لكريستي براون الذي ولد مصابا الشلل الدماغي في 5 يونيو، 1932 في دبلن، أيرلندا. باعتباره واحدا من 13 طفلا على قيد الحياة، براون مؤلف ورسام وشاعر.

## خلاصة الكتاب

### طفولته
يبدأ براون كتابه بإخبار القارئ عن طفولته المبكرة. وكانت والدة براون أول من لاحظ عندما كان عمره أربعة أشهر  أن هناك شيء خاطئ في حالته الصحية. قال إنه لا يستطيع حمل رأسه منتصبا أو مراقبة تحركات جسمه. بعد طلب المشورة الطبية، تأكدت أسوأ مخاوف الأسرة: أنه معوق جسديا ويعاني من مرض غير قابل للشفاء يدعى الشلل الدماغي.  أعتقدت عائلته إلى جانب والدته أنه احمق. وقالوا لأمه  أن تتخلي عنه.
على الرغم من أن الأطباء لم يثقوا بقدرات براون العقلية، لم تفقد أمه الثقة بابنها ودعمته كعضو له كامل الأحقية في الأسرة.
تحدث لحظة تحول في حياة الصبي الصغير تثبت ذكاه. يكتشف أنه يمكن السيطرة على قدمه وأصابعه اليسرى. في سن الخامسة، انتزع قطعة من الطباشير الصفراء من أخته بقدمه اليسرى. وكتب الحرف "A" في الطابق بقدمه وبمساعدة من والدته. وقال انه يريد أن يجعل، ما وصفه بـ «نوع من خربشات البرية على لائحة». ومن خلال هذا الحادث حصل الكتاب على عنوانه. في هذه اللحظة، وجد براون طريقة للتعبير عن نفسه لأنه لا يستطيع الكلام مثل طفل سليم.
طوال طفولته، لعب براون مع الأطفال المقربين ومع إخوته، بمساعدة عربة صغيرة وصفها بـ «هنري». مع مرور الوقت، أصبح أكثر انطواء، وبدأ يدرك أن إعاقته جعلته يختلف عن أسرته وأصدقائه وتعرقل التمتع بحياته. من خلال هذا الصراع، أكتشف مواهبه الإبداعية والفنية، وكرس نفسه للأدب والكتابة والرسم مستخدماَ قدمه اليسرى لتنفيذ هذه المهام.

### سنوات المراهقة
في سن 18، ذهب براون إلى  لورديس في فرنسا. هنا، التقى بأفراد ذوو إعاقة  أسوأ منه. للمرة الأولى في حياته، قال إنه يبدأ بممارسة الطاقة والأمل ويبدأ في قبول نفسه محاولاً فعل أفضل ما لديه. يبدأ بعلاج جديد لمرضى الشلل الدماغي، الأمر الذي أدى إلى تحسين كلامه ووضعه الجسدي.

### سنوات الكتابة
في سنوات مراهقته، التقى بالطبيب الإيرلندي روبرت كوليس. وقد أنشأ كوليس عيادة لمرضى الشلل الدماغي و كان براون المريض الأول في هذه العيادة. كان كوليس أيضا مؤلف ملحوظ حتى أنه أشرف على كتابة براون. وشملت الإشراف على المسودتين الأولى من هذا الكتاب وصيغته النهائية.
تشير السيرة الذاتية إلى إبداعه الخاص. تحكي الصفحات الأخيرة  قراءات كوليس لهذا الكتاب للجمهور القارئ في حفل لجمع التبرعات. وقد استقبل ذلك الفصل بحرارة من قبل الجمهور.

## روابط خارجية
- «قدمي اليسرى» على موقع goodreads.com